# Kartellverband katholischer nichtfarbentragender akademischer Vereinigungen Österreichs

Logo des ÖKV

Der Kartellverband katholischer nichtfarbentragender akademischer Vereinigungen Österreichs (ÖKV) ist ein Dachverband von katholischen, nicht-schlagenden und nicht-farbentragenden Studentenvereinigungen in Österreich. Der 1933 gegründete ÖKV ist Mitglied im Europäischen Kartellverband der christlichen Studentenverbände.

## Geschichte

### Gründungsphase
Der Kartellverband katholischer deutscher Studentenvereine (KV) geht auf den 1853 gegründeten Akademischen Leseverein zu Berlin zurück. Vor 1918 fand der KV wegen des im Verband herrschenden kleindeutschen Prinzips kaum Eingang in Österreich. Erst nach dem Fall dieser Grundhaltung bewegte sich etwas. Als älteste bestehende KV-Verbindung Österreichs wurde die 1893 gegründete AKV Tirolia Innsbruck 1913 zur befreundeten Verbindung des KV erklärt und nach langem Schwanken zwischen dem KV und dem Cartellverband der katholischen deutschen Studentenverbindungen (CV) 1923 als Mitglied des KV bestätigt. Die 1895 in Innsbruck gegründete K.St.V. Rhenania ist gleichzeitig ordentliches Mitglied des KV und des ÖKV.
In Graz wurde die 1907 als Tafelrunde Rodentein gegründete und seit 1925 als Akademische Vereinigung Winfridia bezeichnete Verbindung 1922 erstes österreichisches Mitglied des KV. In Wien wurde als erste KV-Verbindung am 19. Juli 1921 die KStV Deutschmeister gegründet.
Politisch standen die österreichischen KVer geschlossen im Lager der Christlichsozialen Partei. Enge geistige Zusammenarbeit gab es mit dem CV, der Leo-Gesellschaft und dem Vinzenzverein.

### Abspaltung
Mit der Gleichschaltung der Verbandsführung nach der Machtergreifung Hitlers im Deutschen Reich traten die österreichischen KV-Korporationen aus dem KV aus und gründeten am 22. Juni 1933 den eigenständigen ÖKV, der sich durch die bewusste Pflege der vaterländischen Tradition abhob.
Die Gründungskorporationen sind:
- AKV Aggstein Wien
- AV Austria Graz
- KATV Norica Graz
- AKV Tirolia Innsbruck
- AV Winfridia Graz

Die Verbindungen Rhenania, Greifenstein und Deutschmeister Wien blieben im KV.

### NS-Zeit und Reaktivierung
1938 wurden die KV-Korporationen aufgelöst. Nach dem Ende des Zweiten Weltkrieges kam es zur schnellen Reaktivierung und zu Neugründungen der Verbindungen des ÖKV. 1951 wurde ein Verbändeabkommen mit dem KV geschlossen.

### Jüngere Geschichte
1981 trat der ÖKV dem EKV bei, im Jahr darauf wurden durch Ratifizierung die Verbändeabkommen mit ÖCV, MKV und KÖL offiziell besiegelt.
Im Gegensatz zu den Verbändeabkommen mit MKV und KÖL schließt das Verbändeabkommen zwischen ÖKV und ÖCV eine gleichzeitige Mitgliedschaft von regulären Mitgliedern aus. Als Hintergrund sind hier die unmittelbare Konkurrenz bei der Gewinnung neuer Mitglieder sowie unterschiedliche Ausrichtung und Verständnis der Verbände bei den Prinzipien „Scientia“ und „Patria“ zu sehen.
Die traditionell guten Beziehungen zum deutschen Mutterverband KV werden unter anderem durch gemeinsame jährliche Großveranstaltungen wie das Mondseetreffen und den Heidelberger Schlosskommers unterstrichen. KV und ÖKV geben ein gemeinsames Jahrbuch heraus. Das Mondseetreffen findet seit 2013 seine Fortsetzung im Herbsttreffen, das jährlich an wechselnden Orten stattfindet.

## Prinzipien
Seine Mitglieder bekennen sich zu folgenden vier Prinzipien:
- Religion (religio): Bekenntnis, Verkündigung durch aktive Tat, Vertretung katholischer Grundsätze in allen Bereichen des Lebens.
- Wissenschaft (scientia): Über das Fachwissen hinausreichende geistige Bildung, verantwortungsbewusstes gesellschaftliches Engagement.
- Freundschaft (amicitia): Brüderlichkeit in der Gemeinschaft, ausgerichtet auf Lebenszeit.
- Heimatliebe (patria): Anerkennung der freiheitlich demokratischen Grundordnung, Respekt vor der Heimat des Anderen und Bejahung der Europäischen Idee.

Der ÖKV nimmt wie der KV nicht ausschließlich katholische Studenten auf, sondern auch Christen anderer Konfessionen, sofern diese die christliche Lebensauffassung teilen und das katholische Bekenntnis respektieren.

## Mitglieder
Derzeit gibt es 8 aktive Studentenverbindungen in Österreich, die dem ÖKV angehören:
- AKV Tirolia Innsbruck (gegründet 1893)
- KStV Rhenania Innsbruck (gegründet 1895)
- AV Winfridia Graz (gegründet 1907)
- AKV Aggstein zu Wien (gegründet 1928)
- AV Austria Graz (gegründet 1930)
- KATV Norica zu Graz (gegründet 1930)
- AV Suevia Graz (gegründet 1951)
- AV Tassilo Linz (gegründet 1978)